# Conopobathra geraea
Conopobathra geraea är en fjärilsart som beskrevs av Lajos Vári 1961. Conopobathra geraea ingår i släktet Conopobathra och familjen styltmalar.
Artens utbredningsområde är Namibia. Inga underarter finns listade i Catalogue of Life.